# مؤسسة الشهداء والمحاربين القدامى
مؤسسة الشهداء والمحاربين القدامى (بالفارسية: بنیاد شهید و امور ایثارگران) إنها مؤسسة ثورية أسسها المرشد الأعلى للجمهورية الإسلامية الإيرانية روح الله الخميني في عام 1980 ، بعد اتفاق المرشد الأعلى على دمج ثلاث مؤسسات ثورية؛ والشؤون هي الإيراني الأساس الذي يتلقى تمويله مباشرة من الميزانية الوطنية. محمد علي شهيدي هو المدير الحالي للمنظمة. تقدم المؤسسة قروضاً سكنية للمعاقين من المحاربين وأسر الشهداء. وبحسب ما ورد، فقد أقرضت 120 مليون ريال إيراني للعائلات الحضرية و 150 مليون ريال للعائلات الريفية. تشارك المؤسسة أيضًا في العديد من المساعي الاقتصادية، مثل مؤسسة المصطفين للثورة الإسلامية.

## النشاط الاقتصادي
يشمل النشاط الاقتصادي للمؤسسة المشاركة في مشروع مشترك مع منظمة التنمية الصناعية والتجديد وشركة وزارة الدفاع الإيرانية للصناعات الإلكترونية، شركة إيران للتطوير الإلكتروني. في مارس 2004 ، كانت هذه الشركة جزءًا من كونسورتيوم فاز بترخيص الهاتف المحمول من الحكومة الإيرانية، لكن الصفقة فشلت بسبب الاعتراضات السياسية.

## عدد من أعضاء
محمد علي شهيدي، رئيس «مؤسسة الشهداء والمحاربين القدامى» القدامى آنذاك عام 1392 ، إحصائيات عدد الأشخاص الذين يستخدمون مرافق مؤسسة شؤون الشهداء والمحاربين القدامى ، بما في ذلك عائلات 220 ألف قتيل في الحرب العراقية الإيرانية ، 505.000 جريح حرب و خمسون ألف سجين تم الإعلان عن الضحايا خلال الحرب العراقية الإيرانية.